# Meldonium
Meldonium (INN), denominação comercial do Mildronate e entre outros, é um fármaco limitado comercialmente, desenvolvido em 1970 por Ivars Kalviņš, Latvijas Organiskās sintēzes institūts (União Soviética), e fabricado principalmente pela Grindeks da Letônia, e vários fabricantes de genéricos. É distribuído em países do Leste Europeu como um medicamento anti-isquemia.
Desde 1 de janeiro de 2016, que tem estado na lista da Agência Mundial Anti-Doping (WADA) de substâncias proibidas de uso pelos atletas. No entanto, existem debates sobre a sua utilização como um potenciador de desempenho atlético. Alguns atletas são conhecidos por ter sido a usá-lo antes de ter sido banido.